# Phare de South Foreland
Le phare de South Foreland était un phare situé sur la falaise de South Foreland dans la baie de St Margaret-at-Cliffe dans le comté du Kent en Angleterre. Il servait à avertir les navires du danger du Banc de Goodwin. Il a été désaffecté en 1988 et appartient désormais au National Trust.
Ce phare a été géré par la Trinity House Lighthouse Service de Londres, l'organisation de l'aide maritime des côtes de l'Angleterre, jusqu'en 1988.
Il est maintenant protégé en tant que monument classé du Royaume-Uni de Grade II depuis 1987.

## Histoire
Le phare de South Foreland a été le premier phare à utiliser une lumière électrique. C'était en 1859. En 1875, le phare utilisait la lampe à arc de carbone alimentée par un générateur électrique à vapeur. Il a été utilisé par le physicien Guglielmo Marconi pendant ses recherches sur les ondes radio, en recevant le premier message navire-terre du bateau-phare East Goodwin. Le système a été utilisé pendant l'hiver suivant pour éviter plusieurs naufrages. En 1899, la première transmission internationale a été faite entre le phare et Wimereux en France.

### Deux phares
À l'origine, il y avait un autre phare plus bas vers le bord de falaise pour donner un relèvement par rapport au feu directionnel pour aider les navires à contourner les bancs de sable proches des Downs. Ils ont tous deux été construits dans les années 1840. Cependant, les sables se sont déplacés au cours des années suivantes jusqu'à ce que le marquage devint inexacte et la « lumière basse » a été mise hors service en 1910. Ce petit phare existe encore dans d'un jardin privé mais il est menacé par l'érosion de falaise.

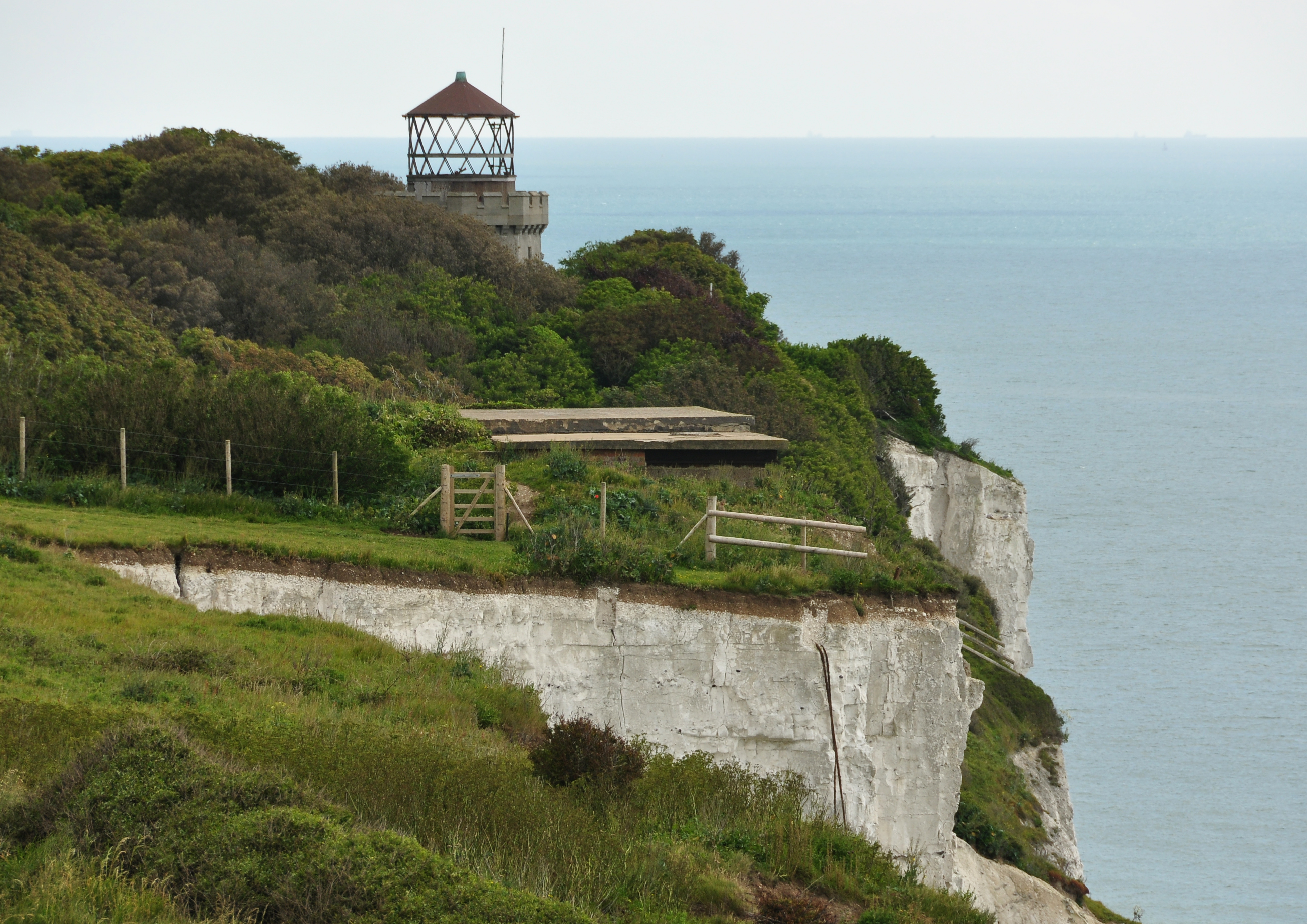
Lumière basse de South Foreland

La destruction des dossiers de Trinity House au cours de la dernière guerre a suscité des conjectures considérables au sujet de l'histoire de ce phare, car d'autres sources sont difficiles à trouver. Tandis que des balises ou des lumières votives peuvent avoir existé dès les premiers temps, une des premières références fiables est trouvée le Penny Magazine du 19 septembre 1835, et déclare que le roi Charles Ier accorda par Lettres patentes à Sir John Meldrum (en) une licence pour les phares érigés sur North et South Foreland. Il est un fait que deux phares se tiennent encore ici, mais il n'est nullement certain du motif réel de leur construction.

### Bancs de sable
Des cartes datant du XVIIe siècle montrent que le mouvement cyclique des bancs de sable était connu. Bien que la carte de 1629 de Robert Jager,(naufrages du Goodwin Sands, R & B Larne) puisse laisser à désirer dans l'exactitude du dessin littoral, cela semble indiquer que le South Sand Head était plus au sud. Au début du XVIIIe siècle, le South Sand Head était encore plus loin au sud que la carte de Charles Labelye de 1736 (Bureau des archives publiques) montre un certain nombre de bancs dont l'un est entre les deux phares. Il semblerait que la construction des deux phares pour marquer le mouvement des bancs de sable n'était pas réaliste pour la navigation dans Les Downs à la place de bateau-phare.
|                            |
| Falaises de South Foreland |

|                         |
| Phare de South Foreland |

### Liens connexes
- Liste des phares en Angleterre
- Phare de North Foreland